# Кенжи-Ван Бото
Кенжи-Ван Бото (фр. Kenji-Van Boto, нар. 7 березня 1996, Сен-Дені, Франція) — мадагаскарський футболіст, захисник французького клубу «Осер» та національної збірної Мадагаскару.

## Ігрова кар'єра

### Клубна
Кенжи-Ван Бото починав займатися футболом у молодіжній команді французького клубу «Осер». У 2014 році захисника було переведено до першої команди клубу. Але при цьому футболіст ще два роки продовжував грати за дублюючий склад.
Сезон 2021/22 Бото на правах оренди провів у клубі Ліги 2 «По». Після чого повернувся до «Осера».

### Збірна
Міжнародну кар'єру Бото починав у юнацькій збірній Франції (U-16). Але у вересні 2022 року у товариському матчі проти команди Конго Кенжи-Ван Бото дебютував у національній збірній Мадагаскару.